# Білоконь Никифор Григорович
Ники́фор Григо́рович Білоко́нь (* 24 березня (6 квітня) 1909, село Букатинка, нині Чернівецького району Вінницької області — † 21 жовтня 1975, Херсон) — український поет-гуморист. Член Спілки письменників України з 1962 року.

## Біографія
Никифор Білоконь народився в селянській родині. 1934 року закінчив Херсонський педагогічний інститут.
Працював художнім керівником та режисером у театрах Омської, Тюменської, Курської, Херсонської областей. В дні війни 1941—1945 років працював у Миколаївському українському театрі імені Тараса Шевченка, який був евакуйований до міста Тайга Кемеровської області Росії.
У 1952—1964 роках керував літературним об'єднанням при редакції обласної газети «Наддніпрянська правда» (Херсон). У 1968—1971 роках був відповідальним секретарем Херсонської організації Спілки письменників України.

## Творчість
Друкуватись Білоконь почав 1951 року. Відтоді його пісні та гуморески з'явилися на сторінках обласної та республіканської преси, низки збірників, альманахів.
Перша збірка ліричних та жартівливих пісень «Я ще, друзі, молодий» побачила світ 1958 року. Більшість з них покладено на музику композиторами Григорієм Компанійцем, Яковом Цегляром, Глібом Копосовим, Костянтином Лістовим.
У поемі «Савчине весілля», значною мірою автобіографічній, зображено події громадянської війни.
Переклав українською мовою п'єсу Всеволода Вишневського «Раскинулось море широко». Переклав російською мовою п'єсу В. Суходольського «Кармелюк».

### Видані збірки
- «Я ще, друзі, молодий» (Сімферополь, 1958).
- «Попраки дядька Савки» (Херсон, 1961).
- «Припарки дядька Савки» (Київ, 1964).
- «Щипавки дядька Савки» (Одеса, 1965).
- Поема «Савчине весілля» (Одеса, 1968)
- «Савчин ужинок» (Одеса, 1969).